# Prodiaphania deserta
Prodiaphania deserta là một loài ruồi trong họ Tachinidae.